# Jan Ottosson (bastupropagandist)
Frans Johan (Jan) Ottosson, född 10 juni 1889 i Karlstorps församling i Småland, död 18 november 1970 i Nacka, var en svensk gymnastikdirektör, folkhögskolerektor och bastupropagandist.

## Biografi
Efter folkskollärarexamen i Växjö 1917 gick Jan Ottosson på lärarhögskola i Danmark 1918–1919 och avlade gymnastikdirektörsexamen vid Gymnastiska Centralinstitutet 1927. Han var lärare  i Katrineholm 1917 och kom till Tärna folkhögskola 1919. Sedan han avslutat sin tjänst där 1936 blev han 1937 rektor för Lillveds gymnastikfolkhögskola och 1942 för S:t Sigfrids folkhögskola samt 1950 för Frisksportens folkhögskola, där han kvarstannade till sin pensionering 1954.

## Förespråkare för bastubad
Jan Ottosson ivrade särskilt för att bastubadandet skulle etableras på nytt i Sverige. Från 1600‑talet till 1800‑talet försvann bastukulturen inom Sveriges nuvarande gränser utom i finsktalande delar av Norrbottens län och vissa finnmarker. Enligt Jonas Frykman är  Ottosson sannolikt den som gjort mest för att återskapa svensk bastukultur. Under 1920‑talet och särskilt 1930‑talet ledde han kampanjen ”Bastupropagandan”. Tillsammans med Svenska Gymnastikförbundet medverkade Ottosson till byggandet av många bastur. Ett av de mest framgångsrika evenmangen under denna kampanj var Bastudagen i Mellösa 1935. År 1939 uppskattade Ottosson att tusen bastur hade byggts som ett resultat av bastukampanjen. Hans mål var 20 000 nya bastur i Sverige och att alla skulle ha en bastu inom en kilometers gångavstånd.

## Utmärkelser
- Riddare av Vasaorden[2]
- Riddare av Nordstjärneorden[2]
- Svenska Gymnastikförbundets guldmedalj[2]
- Lings jubileumsmedalj[1]